# 中央銀行、農民銀行暨美豐銀行舊址
中央銀行、農民銀行暨美豐銀行舊址位於重慶市渝中區道門口，文物遺址年代為1938年-1945年，2009年12月15日列為第二批重慶市文物保護單位。